# Шипиловская Плотина (бывшая деревня)
Шипи́ловская Плоти́на — бывшая деревня, существовавшая в XIX веке в Московском уезде Московской области. Располагалась на территории современного района «Москворечье-Сабурово», на старой трассе Каширского шоссе (Шипиловский проезд), к северу от Борисовского пруда, близ плотины Нижнего Царицынского (Шипиловского) пруда.
К югу от располагалась деревня Орехово, к западу — Чёрная Грязь (позднее Царицыно, Ленино), к северо-востоку — село Борисово.

## Происхождение названия
Деревня была названа так по расположения возле Шипиловской плотины Шипиловского пруда, названного так в свою очередь по деревне Шипилово, располагавшейся к востоку от него.

## История
Впервые без названия плотина упоминается в писцовых книгах 1675 года. Примерно тогда около слияния рек Городенки и Беляевки (Чертановки) был создан пруд, называвшийся Развиловатым (Розвиловатым) из-за своей формы или Шипиловским.
По плотине проходил участок Каширского шоссе, сооружённый взамен старого, проходившего напрямую через деревни Беляево Ближнее, Шадрова, Хохловка и Царицыно и предположительно затопленного при расширении пруда
На картах XIX — начала XX века обозначена удельная деревня Шепилова (Шепиловская) Плотина, населённая отставными придворными служителями. В 1834 году в ней было 6 дворов, 35 жителей обоего пола, в 1859 году — 10 дворов, 55 жителей обоего пола.
Однако на более поздних картах деревня уже не отмечается.